# Nádory Nándor
Nádory Nándor, Schumandl (Pest, 1835. október 18. – Budapest, 1908. december 24.) műszaki tanácsos.

## Élete
Nádory Mátyás és Bartek Anna építész-iparos szülők fia. Az alreáliskolát végezte és 1851-től 1854-ig a kőműves mesterséget gyakorlatilag megtanulta; a téli hónapokban pedig magántanítóktól rajzolni és matematikát tanult. Technikai tanulmányait a budai József-műegyetemen 1854-től 1860-ig végezte. 1861-ben Pólába ment, ahol Hauser Antal vállalkozónál nyert alkalmazást a hadi tengerészet számára épített nyolc nagy lakóház építésénél. 1863-ban a Szentpéter-fiumei országút építésénél volt alkalmazva. 1864-ben ismét visszakerült Pólába, ahol mint mérnök az első nagy száraz dokkot építette, mely építés 1870-ig tartott, mely idő alatt főnökétől Heider J. Ede lovag mérnöktől szerezte legfőbb tapasztalatait. 1871 tavaszán a közmunka és közlekedési minisztérium mint I. osztályú mérnököt Fiuméba küldte és megbízta őt a fiumei új kikötő tervezetének kidolgozásával. Ezután III. osztályú főmérnök lett. A kikötő építését mint főnök vezette.
Az 1873. évi krach következtében az év végén elbocsáttatott hivatalából és két évig a közoktatásügyi minisztérium IX. építési osztályában és háromig mint magánvállalkozó működött. A szegedi katasztrófa után 1880. április 11-én a közmunka és közlekedési minisztérium I. osztályú királyi mérnökké nevezte ki a szolnoki királyi folyammérnöki hivatalhoz, 1882. április 2-án a Háromszék megyei magyar királyi államépítészeti hivatal vezetésével bízta meg és 1883. szeptemberben ismét Szolnokra helyezte át. 1884-ben III. osztályú királyi főmérnök, 1886-ban II. osztályú, 1889-ben I. osztályú, 1890-ben miniszteri főmérnök, 1897-ben III. osztályú, 1900-ban II. osztályú műszaki tanácsos lett.
Szolnokon 1888-ig dolgozott mint hivatalfőnök; azután a Kőrös-Tisza-Maros öblözet ártérfejlesztésének ellenőrzése végett egy évig Szentesen, azután 1891. januárig Pozsonyban volt a királyi folyammérnöki hivatal vezetője. 1891-től szolgálattételre az országos vízépitési igazgatósághoz volt beosztva Budapesten. Darányi Ignác földművelésügyi miniszter 1898. december 20-án kiküldte tanulmányútra, két mérnök társával, a Pó völgye ármentesítésének tanulmányozása és annak a Tisza völgyével való összehasonlítása céljából. Beszélt és írt a magyaron kívül németül, olaszul és franciául.

## Írásai
Cikkei a Magyar Mérnök és Építészegylet Közlönyében (1870. A cs. kir. tengerészet számára Polában épített nagy száraz dock, 1880. A fiumei kikötő építésénél használt santorin-zömök leírása, ábrákkal, 1883. Válasz a Wochenschrift des Östr. Ing. & Architekten-Verein 1883. 2. számában megjelent: Egy tengerészeti tanulmány a fiumei kikötőről cz. czikkre, 1895. A trieszti és fiumei kikötők, válasz az osztrák mérnökegylet közlönyében megjelent czikkre, Budapest lakásviszonyairól, 1896. Még egyszer a trieszti és fiumei kikötők, ez különnyomatban is. 1898. A vízálló habarcsok viselkedése a tengervízben. Ezen czikkek nagy része megjelent a külföldi német szaklapokban is); a Központi Vasúti és Közlekedési Közlönyben (1875. A fiumei kikötő, ellenbírálat); a Magyar Tisztviselőben (1883. A mi bajaink); a Magyar Mérnök- és Építészegylet Heti Értesítőjében (1891. Az adómentesség befolyása Budapest építkezéseinek fejlődésére, 1899. Budapest kövezetei és egyéb burkolatai); a Vízügyi Közleményekben (1902. Jelentés az olaszországi tanulmányútról, két mérnök társával együtt).